# Род Стајгер
Род Стајгер (енгл. Rod Steiger; Вестхемптон, 14. април 1925 — Лос Анђелес, 9. јул 2002) био је амерички глумац. Познат је по тумачењу неуобичајених, често променљивих и бесомучних ликова. Често се наводи као „једна од најхаризматичнијих и најдинамичнијих звезда Холивуда”, уско је повезан са уметношћу методичке глуме, утеловљујући ликове које је играо, што је понекад доводило до сукоба са режисерима и колегама. Играо је мафијашког брата Марлона Бранда, Чарлија, у филму На доковима Њујорка (енгл. On the Waterfront, 1954), главног лика Сола Назермана у Човеку из залагаонице (енгл. The Pawnbroker, 1964), као и полицијског шефа Била Гилеспија насупрот Сиднију Поатјеу у филму У врелини ноћи (1967), за који је освојио Оскара за најбољег глумца.
Стајгер је рођен у Вестхемптону у Њујорку, као син креатора водвиља. Имао је тешко детињство, са мајком алкохоличарком од које је побегао у доби од 16 година. Након рада у позоришту Јужни Пацифик током Другог светског рата, глумачку каријеру започео је телевизијским улогама 1947. године, и добио позитивне критике за портрет главног јунака у телеплеју Марти (енгл. Marty, 1953). Дебитовао је 1946. године на позорници у представи Закуни се, Џек Далтон! (енгл. Curse you, Jack Dalton!) у Градском позоришту у Њуарку, а потом се појавио у представама као што су Непријатељ народа (енгл. An Enemy of the People, 1950), Ноћна музика Клифорда Одетса (1951), Галебови изнад Сорента (енгл. Seagulls Over Sorrento, 1952) и Рашомон (енгл. Rashomon, 1959).
Стајгер је свој филмски деби имао у филму Тереза (енгл. Teresa) Фреда Зинемана 1951. године, а потом се појавио у филмовима попут Великог ножа (енгл. The Big Knife, 1955), Оклахома! (енгл. Oklahoma!, 1955), Преко моста (енгл. Across the Bridge, 1957) и Ал Капоне (енгл. Al Capone, 1959). После Стајгерове улоге у филму Човек у залагаоници (енгл. The Pawnbroker) 1964. године, у коме је играо огорченог Јеврејина који је преживео холокауст и који ради у залагаоници у Њујорку, портретисао је опортунистичког руског политичара у Доктору Живагу (енгл. Doctor Zhivago) Дејвида Лина (1965). У филму У врелини ноћи (1967), који је освојио пет награда Оскар, укључујући награду за најбољи филм и за најбољег глумца, Стајгер је тумачио улогу полицијског шефа у Мисисипију, који почиње да поштује афроамеричког официра (Потје) док заједно траже убицу. Следеће године играо је серијског убицу у филму No Way to Treat a Lady.
Током 1970-их Стајгер се све више окренуо европским продукцијама у потрази за захтевнијим улогама. Портретисао је Наполеона Бонапарту у филму Вотерло (енгл. Waterloo, 1970), мексичког бандита у филму Duck, You Sucker! Серђа Леонеа (1971), Бенита Мусолинија у Мусолинијевим последњим данима (енгл. Last Days of Mussolini, 1975), а деценију је завршио играјући узнемиреног свештеника у филму Амитвилски ужас (енгл. The Amityville Horror, 1979). Почетком 80-их 20. века, срчани проблеми и депресија почели су да утичу на Стајгерову каријеру, те је тешко долазио до посла, пристајући да се појављује у филмовима са ниским буџетом. Једна од његових последњих улога била је улога судије Лија Сарокина у затворској драми Ураган (енгл. The Hurricane, 1999), која га је поново спојила са редитељем филма У врелини ноћи Норманом Џуисоном. Стајгер се женио пет пута, имао је ћерку, оперску певачицу Ану Стајгер и сина Мајкла Стајгера. Умро је од упале плућа и затајења бубрега услед компликација током хируршког захвата због тумора жучне кесе 9. јула 2002, у 77. години живота у Лос Анђелесу, а надживела га је пета супруга Џоан Бенедикт Стајгер.

## Биографија

### Детињство, младост и глумачки почеци
Стајгер је рођен 14. априла 1925. године у Вестхамптону у Њујорку, као једино дете Лорене (рођен Драјвер) и Фредерика Стајгера, француског, шкотског и немачког порекла. Род је одгајан као лутеран. Никада није познавао свог оца, водвиљона који је био део путујуће трупе са Стајгеровом мајком, али рекли су му да је леп човек латино изгледа, који је био талентован музичар и плесач. Биограф Том Хачинсон описује га као „сеновиту, одбеглу фигуру”, ону која је „прогањала” Рода током целог живота и била „невидљиво присуство и невиђени утицај”.
Хачинсон је Стајгерову мајку описао као „окорелу, енергичну и малу, са дугом ружичастом косом”. Имала је добар певачки глас и замало постала холивудска глумица, али након операције ногу трајно јој је ослабила способност ходања, одустала је од глуме и окренула се алкохолу. Као резултат тога, напустила је шоу бизнис и одселила се из Вестхамптона да одгаја сина. Селили су се у неколико градова, укључујући Ирвингтон и Блумфилд, пре него што су се настанили у Њуарку у Њу Џерзију. Њен алкохолизам донео је Стајгеру пуно непријатних ситуација, а породицу су често исмејавала друга деца и њихови родитељи у заједници. У доби од пет година сексуално га је злостављао педофил који га је намамио својом колекцијом лептира. Стајгер је рекао о својој проблематичној породичној позадини: „Да сте имали могућност да имате детињство које сте доживели, са алкохоличарском мајком и да сте познати глумац какав сте данас, или да имате дирљиво, сигурно детињство и да нисте познати, које бисте изабрали? Љубавно, сигурно детињство у Њујорку.” Током последњих 11 година свог живота, Стајгерова мајка оставила је алкохол и редовно је присуствовала састанцима анонимних алкохоличара. Стајгер се присетио: „Био сам поносан на њу. Преобратила се. Оживела је поново.”
Током свог детињства, и захваљујући својој великој снази и величини, Стајгер је постао познат као „Стена” (енгл. The Rock). Иако су му се ругали због алкохолизма његове мајке, он је био популаран лик у школи и способан софтбол играч. Током адолесцентских година показао је интересовање за писање поезије и за глуму, а појављивао се у неколико школских представа док је био у средњој школи Вест Сајд у Њуарку. Уморан од борбе са мајком, побегао је од куће са шеснаест година да би се придружио морнарици Сједињених Држава током Другог светског рата.
Пријавио се 11. маја 1942. године, а усавршавао се у америчкој морнаричкој обучној станици у Њупорту у Роуд Ајланду. Придружио се новооснованом USS Taussig (DD-746) 20. маја 1944. године. Док је служио као торпедиста на разарачима, видео је акцију у Јужном пацифику, укључујући битку на Иво Џими. Касније је Стајгер прокоментарисао: „Волео сам морнарицу. Био сам довољно глуп да мислим да сам херој”. Његова искуства током рата прогањала су га целог живота, посебно губитак Американаца током битке за Иво Џиму, као и потонуће Тосинга за које се знало да су на њима биле жене и деца. Дана 17. децембра 1944. године, крај обале Лузона на Филипинима, Стајгер и Тосинг наишли су на јак тајфун, који је постао познат и као Холзијев тајфун, а ветрови су достизали сто чворова и са таласима високим 80 стопа. Као резултат тога, три америчка разарача су изгубљена, али Тосинг је преживео.
Након рата, G. I. Bill је плаћао закупнину за његову собу у Западној 81. улици у Њујорку, уз приход од нешто више од 100 долара месечно и четири године школовања. У почетку је одржавао машине за подмазивање и прао подове. Одлучио је да похађа школу драме, пре свега због чланства атрактивних младих жена у истој. Позната као Мала позоришна група за државну службу, водила ју је Канцеларија издржаваних и корисника, где је он тада био запослен. То га је навело да започне двогодишњи курс у Новој школи за друштвена истраживања, коју је водио немачки емигрант Ервин Пискатор. Током једне аудиције, Стајгер је изабран да глуми након што је једва изговорио неколико речи, а редитељ је узвикнуо да има „свеж, диван квалитет”. Други талентовани ученик у то време био је Волтер Матау, који је институцију назвао „Неуротска школа за истраживање сексуалних односа”. Стајгер је био изненађен откривањем сопственог талента за глуму, па је охрабрен да настави даље студије на Драмској радионици. Један од главних разлога због којег је желео да буде глумац био је поновно поштовање јавности према породичном имену, што га је тако понижавало током детињства. Други важан фактор било је његово уверење да „нема добру нарав за обичан посао”, а завршио би као несрећни, насилни алкохоличар. Његов једини узор био је глумац Пол Мјуни, за кога је сматрао да је „највећи”, иако је такође имао дубоко поштовање према француском глумцу Харију Бору и, према биографу Хачинсону, дивио се Чарлију Чаплину „до тачке обожавања”.

## Каријера

### Рана каријера и пробој (1946—1956)
Стајгер је дебитовао у представи Закуни се, Џек Далтон! (енгл. Curse you, Jack Dalton!, 1946) у Градском репертоарском позоришту у Њуарку. Након тога, добио је позив једног од својих наставника, Данијела Мана, да похађа Глумачки студио, који је основао Елија Казан у октобру 1947. године. Овде је, заједно са Марлоном Брандом, Карлом Малденом и Ели Валахом, студирао методичку глуму која је оставила дубок траг на његово стваралаштво. Пошто није имао изглед идола са матинеа, као што су били Малден и Валах, почео је каријеру као споредни глумац, а не као водећа мушка улога у филмовима. Стајгер је свој сценски рад наставио 1950. године, с мањом улогом градског радника у сценској представи Непријатељ народа (енгл. An Enemy of the People) у Позоришту мјузик бокс. Његова прва главна улога на Бродвеју била је у представи Ноћна музика Клифорда Одетса (1951), где је глумио А. Л. Розенбергера. Представа је одржана у Позоришту АНТА. Следеће године играо је телеграфисту у представи Галебови изнад Сорента (енгл. Seagulls Over Sorrento), извођеној у Позоришту Џон Голден, почевши од 11. септембра 1952. године.
Стајгерове ране улоге, иако малене, биле су бројне, посебно у телевизијским серијама током раних 1950-их, када се у петогодишњем периоду појавио у више од 250 телевизијских продукција уживо. Приметио га је Фред Кое, менаџер за развој програма у Ен-Би-Си-ју, који му је све више давао веће улоге. Стајгер је телевизију сматрао оним што је репертоарско позориште имало за ранију генерацију и доживљавао је као место где може да тестира свој талент са мноштвом различитих улога. Убрзо након тога, почео је да добија позитивне критике критичара као што су Џон Кросби, који је напоменуо да Стајгер редовно има „убедљиве перформансе без напора”. Стајер је, између осталог, глумио у серијама Опасност (енгл. Danger, 1950–53), Лукс видео позориште (енгл. Lux Video Theatre, 1951), Тамо (енгл. Out There, 1951), Приче сутрашњице (енгл. Tales of Tomorrow, 1952–53), Позориште Гулф (енгл. The Gulf Playhouse, 1953), Позориште медаљон (енгл. Medallion Theatre, 1953), Телевизијска кућа Гудјир (енгл. Goodyear Television Playhouse, 1953), а тумачио је и Шекспировог Ромеа у епизоди Првом командном извођењу Ромеа и Јулије (1957) (енгл. The First Command Performance of Romeo and Juliet, 1957) серије Ти си ту (енгл. You Are There, 1954), у режији Сидни Ламет. Наставио је да се појављује у разним продукцијама телевизијских кућа у Плејхаусу, појављујући се у пет епизода Крафт театра (енгл. Kraft Theatre, 1952–54), за шта је добио похвале критичара, затим у шест епизода Филко телевизијског позоришта (енгл. The Philco Television Playhouse, 1951–55) и две епизоде Шилцовог позоришта звезда (енгл. Schlitz Playhouse of Stars, 1957–58). Стајгер је свој деби на великом платну имао 1953. године, са малом улогом у Терези (енгл. Teresa) Фреда Зинемана, снимљеној 1951. године. Стајгер, који је себе описао као „брбљивог”, добио је улогу хвалећи Зинеманове продукције. Зинеман се подсетио да је Стајгер био „веома популаран, крајње артикулиран и пун невероватних успомена”, а њих двојица су се међусобно поштовали до краја живота.
Дана 24. маја 1953. године, Стајгер је играо насловну улогу у епизоди Марти (енгл. Marty) Падија Чајефскога у серији антологији Телевизијска кућа Гудјир (енгл. Goodyear Television Playhouse). Улога је првобитно била намењена Мартину Риту, који је касније постао режисер. Марти је прича о усамљеном и простом месару из Бронкса који је у потрази за љубављу. Епизода је била пресудан успех и повећала је Стајгерову популарност; Том Стемпел је приметио да је он својим перформансом као Марти донео „упечатљив интензитет, нарочито у преношењу Мартијевог бола”. Пошто је Стајгер одбио да потпише седмогодишњи студијски уговор, замењен је Ернестом Боргнинеом у филму Марти (енгл. Marty, 1955), који је освојио Оскара за најбољи филм, као и Оскара за најбољег глумца у главној улози. Година 1953. показала се као преломна година за Стајгера; те године је добио награду Силванија за улогу Мартија  и још четири најбоља остварења у години — као Вишински и Рудолф Хес у две епизоде Ти си тамо, као гангстер Холанђанин Шулц у трилеру, и као радарски оператер у Чувару мог брата (енгл. My Brother's Keeper).
Због своје улоге Чарлија, брата лика кога је тумачио Марлон Брандо у филму На доковима Њујорка (енгл. On the Waterfront) Елија Казана (1954), Стајгер је номинован за награду Оскар за најбољег споредног глумца. Филмски писац Лео Броди написао је да су „непрестано понављане слике сукоба између Бранда и Рода Стајгера у таксију учиниле филм иконичним”. Требало је једанаест сати да се сними та сцена у таксију и доста времена да се пре тога иста исценира, упркос томе што је Брандо препричавао популарни мит у својој аутобиографији да је сцена импровизована. Брандо је изјавио да је било потребно седам понављања јер Стајгер није могао престати да плаче, што је Стајгер сматрао неправедним и нетачним. Иако је Стајгер задржао велико поштовање према Бранду као глумцу, он га није волео као особу и често се жалио током продукције због Брандове „склоности ка одласку са сета” одмах након снимања његових сцена. Касније је Стајгер напоменуо: „Уопште се нисмо упознали. Увек је летео соло, а ја га нисам видео од филма. Замерам му што је рекао да је он само дроља а да су глумци курве”. Стајгер је такође негативно реаговао када је сазнао да је Казан 1999. године добио почасног Оскара. У интервјуу за Би-Би-Си њуз из 1999. године, Стајгер је рекао да вероватно не би снимао филм На доковима Њујорка да је знао да је Казан Комитету за неамеричке активности Представничког дома у то време дао списак имена глумаца за које се сумњало да су комунисти.
Стајгер је глумио Џуда Фраја у филмској верзији мјузикла Роџерса и Хамерстајна под називом Оклахома! (енгл. Oklahoma!, 1955) у коме је самостално изводио певачке делове. Била је то једна од највећих локација за филмску продукцију током 1950-их, снимљена у близини Ногалеса у Аризони, са 325 људи и око 70 камиона. Стајгер је тумачио узнемирену, емоционално изоловану верзију Џуда, за коју је телевизијски канал Тарнер класик мувиз (енгл. Turner Classic Movies, скраћено TCM) веровао да доноси „сложеност лика који је отишао далеко изван очекиваног музичког негативца”. Стајгер је приметио да је Џејмс Дин, који је био на аудицији за улогу која је потом припала Гордону Мекреу, био „фино дете које је обузео његов сопствени его, толико да га је уништио”, што је мислио да је довело до његове смрти. Дин је наводно Стајгеру дао свој цењени примерак књиге Ернеста Хемингвеја Смрт поподне у којој је подвукао свако појављивање речи „смрт”.
Касније, 1955. године, Стајгер је глумио мрског филмског тајкуна, делимично заснованог на директору Коламбија пикчерса Харија Кона, насупрот Џеку Палансу и Иди Лупино у филму Роберта Алдриха Велики нож (енгл. The Big Knife). Стајгер је за потребе филма избелио косу, а инспирацију за улогу потражио је од руског глумца Владимира Соколова, прочитао је књигу о логору Требљинка да би темељно разумео његов лик и посетио одељење парфема у продавници у Беверли Хилсу у Калифорнији, како би покушао да проба разуме презир према женама које његов лик треба да представља. Стајгер и Паланс се нису најбоље слагали током снимања, а у једној сцени Паланс је фрустрирано бацио неколико ЦД албума на Стајгера, што је било протумачено као да покушава да украде сцену. Касније те године Стајгер је добио позитивне критике за улогу главног тужиоца у филму Војни суд Билија Мичела (енгл. The Court-Martial of Billy Mitchell) Ота Премингера, заједно са Гаријем Купером и Чарлсом Бикфордом.
Стајгер је портретисао лик Пинкија у вестерну Џубал (енгл. Jubal, 1956), у коме су глумили Глен Форд и Ернест Боргнајн. Стајгеров лик је ранчер, „подругљив злоћа”, који постаје љубоморан када се његова бивша љубавница заљуби у Фордов лик. Форд је истакао Стајгерову велику посвећеност методичкој глуми током снимања филма, сматрајући га „добрим глумцем, али чудним колегом”. Стајгеру се није допало снимање овог филма и често се сукобљавао са редитељем Делмером Дејвсом, који је био наклоњенији Фордовом веселијем прихватању филма. По изласку филма у априлу 1956. године, писац из Варајетија (енгл. Variety) био је импресиониран „злим отровом“ којим одише лик кога Стајгер тумачи, и приметио је да „одавно није било толико мрског лика”. У филму Тежак пад (енгл. The Harder They Fall) Марка Робсона, Стајгер је играо подмуклог промотера бокса који ангажује спортског новинара (Хемфри Богарт у последњој улози). Стајгер је Богарта назвао „професионалцем” који је током снимања имао „огроман ауторитет”.

## Приватан живот
Стајгер је био ожењен пет пута: био је у браку са глумицом Сали Грејси (1952–1958), глумицом Клер Блум (1959–1969), секретарицом Шери Нелсон (1973–1979), певачицом Паулом Елис (1986–1997) и глумицом Џоан Бенедикт Стајгер (у браку од 2000. године до смрти). Имао је ћерку, оперску певачицу Ану Стајгер (рођену 1960. године) са Блумовом и сина Мајкла Стајгера (рођен 1993. године) из брака са Елисовом. У интервјуу са новинаром Кенетом Песингемом, Стајгер је изјавио да је Блум била „све што сам икада желео код жене” и да је „можда наш брак био бољи од већине, јер смо обоје били изграђени као личности када смо се упознали”. Пар је купио кућу у Малибуу у Калифорнији, крај који се свидео Стајгеру, али који је Блумова сматрала досадним. Такође су купили стан на Менхетну и викендицу у округу Голвеј, у непосредној близини куће Џона Хјустона. Финансијски проблеми навели су Стајгера да средином 1970-их прода свој стан у Њујорку. То га је јако узнемирило када се његов брак са Блумовом окончао 1969. године и што се она исте године брзо удала за бродвејског продуцента Хиларда Елкинса, човека коме је Стајгер поверио да се брине за њу док је одлазио на снимање Ватерлоа. Стајгер је такође био близак пријатељ са глумицом Елизабет Тејлор.
Стајгер је био отворен када је реч о макартизму. Био је посебно критичан према ставу Чарлтона Хестона према оружју, па га је јавно називао „омиљеним америчким фашистом”. У једном сукобу у колумни у Лос Анђелес тајмсу, Стајгер је одговорио на писмо Хестона рекавши да је шокиран што Амерички филмски институт није одао почаст Елији Казану због његовог сведочења пред Комитетом за неамеричке активности. Стајгер је написао да је „згрожен, згрожен, згрожен" глумцима и писцима који су били принуђени да возе таксије јер су били на црној листи или су чак извршили самоубиство због тога. Хестон није одговорио.
Стајгер је патио од депресије током читавог свог живота. Описао је себе као „онеспособљеног током периода од око осам година са клиничком депресијом” пре освајања Оскара за филм У врелини ноћи. Проблеми у каријери од 1970-их па надаље често су се погоршавали здравственим проблемима. Подвргао се операцији срца 1976. године и поново 1979. године и борио се са гојазношћу, иако су неке улоге, попут Наполеона, захтевале да намерно добије на тежини. Након пропасти његовог трећег брака 1979. године, дубока депресија, делимично као нуспојава његове операције, током 1980-их негативно је утицала на његову каријеру. У том периоду је постајао све самозатајнији, често се затварајући у свом стану, гледајући амерички фудбал и по неколико сати. Рекао је о овом искуству: „Почињеш губити самопоштовање. Не ходаш, не бријеш се и ако те нико не гледа ишао би у тоалет тамо где си седео.” Ноћу би лежао у кревету мислећи: „Никад више нећеш глумити. Зашто се мучиш? Ниси добар”. Упркос овим изазовима, Стајгер је наставио да глуми током деведесетих година 20. века и почетком 2000-их. У једном од својих последњих интервјуа изјавио је да је стигма погрешно везана за оболеле од депресије и да ју је изазвала хемијска неравнотежа, а не ментална болест. Он је прокоментарисао: „Бол никада не сме бити извор срамоте. То је део живота, то је део човечанства.”

### Смрт
Стајгер је умро од упале плућа и затајења бубрега у доби од 77 година, услед компликација хируршким захватом због тумора жучне кесице 9. јула 2002. године, у болници Вестсајд у Лос Анђелесу. Сахрањен је на Форест Лоуну — гробљу Холивуд Хилс. Филм Saving Shiloh, објављен 2006. године, био је посвећен сећању на њега.

## Филмографија

### Филм
| Наслов                     | Оригинални наслов                   | Год. | Улога                        | Режисер(и)                   | Напомене                                                | Реф.            |
| -------------------------- | ----------------------------------- | ---- | ---------------------------- | ---------------------------- | ------------------------------------------------------- | --------------- |
| Тереза                     | Teresa                              | 1951 | Френк                        | Фред Зинеман                 | Дебитантски филм                                        | [ 76 ]          |
| На доковима Њујорка        | On the Waterfront                   | 1954 | Чарли Мелој                  | Елија Казан                  | номинација — Оскар за најбољег глумца у споредној улози | [ 77 ]          |
|                            | The Big Knife                       | 1955 | Стелни Шрајнер Хоф           | Роберт Алдрих                |                                                         | [ 78 ]          |
| Оклахома!                  | Oklahoma!                           | 1955 | Џуд Фрај                     | Фред Зинеман                 |                                                         | [ 79 ]          |
|                            | The Court-Martial of Billy Mitchell | 1955 | Алан Гијон                   | Ото Премингер                |                                                         | [ 80 ]          |
| Тежак пад                  | The Harder They Fall                | 1956 | Ник Бенко                    | Марк Робсон                  |                                                         | [ 81 ]          |
|                            | Jubal                               | 1956 | 'Пинки' Пинкум               | Делмер Дејвс                 |                                                         | [ 82 ]          |
|                            | Back from Eternity                  | 1956 | Васкел                       | Џон Фероу                    |                                                         | [ 83 ]          |
|                            | The Unholy Wife                     | 1957 | Пол Хочен                    | Џон Фероу                    |                                                         | [ 84 ]          |
|                            | Run of the Arrow                    | 1957 | Редов О’Меара                | Самјуел Фулер                |                                                         | [ 85 ]          |
|                            | Across the Bridge                   | 1957 | Карл Шафнер                  | Кен Анакин                   |                                                         | [ 86 ]          |
|                            | Cry Terror!                         | 1958 | Пол Хоплин                   | Ендру Стоун                  |                                                         | [ 87 ]          |
| Ал Капоне                  | Al Capone                           | 1959 | Ал Капоне                    | Ричард Вилсон                |                                                         | [ 88 ]          |
| Седам лопова               | Seven Thieves                       | 1960 | Пол Месон                    | Хенри Хатавеј                |                                                         | [ 89 ]          |
| Свет у мом џепу            | World in My Pocket                  | 1961 | Френк Морган                 | Алвин Раков                  |                                                         | [ 90 ]          |
|                            | The Mark                            | 1961 | Едмунд Мекнели               | Гај Грин                     |                                                         | [ 91 ]          |
|                            | 13 West Street                      | 1962 | Детектив Колески             | Филип Лекок                  |                                                         | [ 92 ]          |
|                            | Convicts 4                          | 1962 | 'Типтоуз'                    | Мијар Кофман                 |                                                         | [ 93 ]          |
| Најдужи дан                | The Longest Day                     | 1962 | Командант разарач            | Ендру Мартон                 |                                                         | [ 94 ]          |
|                            | Hands Over the City                 | 1963 | Едоардо Нотола               | Франческо Роси               |                                                         | [ 95 ]          |
| Човјек из залагаонице      | The Pawnbroker                      | 1964 | Сол Назерман                 | Сидни Ламет                  | БАФТА за најбољег глумца у главној улози                | [ 96 ]          |
|                            | Time of Indifference                | 1964 | Лео                          | Франческо Масели             |                                                         | [ 97 ]          |
|                            | The Loved One                       | 1965 | Гдин. Џојбој                 | Тони Ричардсон               |                                                         | [ 98 ]          |
| Човек по имену Џон         | A Man Named John                    | 1965 | Посредник                    | Ермано Олми                  |                                                         | [ 99 ]          |
| Доктор Живаго              | Doctor Zhivago                      | 1965 | Виктор Иполитович Комаровски | Дејвид Лин                   |                                                         | [ 99 ]          |
| У врелини ноћи             | In the Heat of the Night            | 1967 | Бил Гилспај                  | Норман Џуисон                | Оскар за најбољег глумца у главној улози                | [ 100 ]         |
| Девојка и генерал          | The Girl and the General            | 1967 | Генерал                      | Паскал Кампанил              |                                                         | [ 101 ]         |
|                            | No Way to Treat a Lady              | 1968 | Кристофер Гил                | Џек Смајт                    |                                                         | [ 102 ]         |
|                            | The Sergeant                        | 1968 | Алберт Калан                 | Џон Флин                     |                                                         | [ 103 ]         |
|                            | The Illustrated Man                 | 1969 | Карл                         | Џек Смајт                    |                                                         | [ 104 ]         |
|                            | Three Into Two Won't Go             | 1969 | Стив Хауард                  | Питер Хол                    |                                                         | [ 105 ]         |
| Ватерло                    | Waterloo                            | 1970 | Наполеон Бонапарта           | Сергеј Бондарчук             |                                                         | [ 106 ]         |
|                            | Bridge from No Place                | 1971 | Наратор                      | Вилијам Темплтон             | 23-минутни документарац о злоупотреби дроге             | [ 107 ]         |
|                            | Duck, You Sucker!                   | 1971 | Хуан Миранда                 | Серђо Леоне                  |                                                         | [ 108 ]         |
|                            | Happy Birthday, Wanda June          | 1971 | Херолд Рајан                 | Марк Робсон                  |                                                         | [ 109 ]         |
|                            | Lolly-Madonna XXX                   | 1973 | Лабан Федер                  | Ричард Сарафијан             |                                                         | [ 110 ]         |
| Хероји                     | The Heroes                          | 1973 | Гентер фон Луц               | Дућо Тесари                  |                                                         | [ 111 ]         |
|                            | Lucky Luciano                       | 1973 | Гене Ђанини                  | Франческо Роси               |                                                         | [ 112 ]         |
| Последњи Мусолинијеви дани | Last Days of Mussolini              | 1975 | Бенито Мусолини              | Карло Лицани                 |                                                         | [ 113 ]         |
|                            | Innocents with Dirty Hands          | 1975 | Луис Вормсер                 | Клод Шаброл                  |                                                         | [ 114 ]         |
| Хенеси                     | Hennessy                            | 1975 | Ниал Хенеси                  | Дон Шарп                     |                                                         | [ 115 ]         |
|                            | W.C. Fields and Me                  | 1976 | В. К. Филдс                  | Артур Хилер                  |                                                         | [ 116 ]         |
|                            | F.I.S.T.                            | 1978 | Ендру Медисон                | Норман Џуисон                |                                                         | [ 117 ]         |
|                            | Love and Bullets                    | 1979 | Џо Бампоса                   | Стјуарт Розенберг            |                                                         | [ 118 ]         |
|                            | Breakthrough                        | 1979 | Вебстер                      | Ендру Меклаглен              |                                                         | [ 119 ]         |
|                            | Portrait of a Hitman                | 1979 | Макс Андреоти                | Алан Бакханц                 |                                                         | [ 120 ]         |
| Амитвилски ужас            | The Amityville Horror               | 1979 | Отац Делани                  | Стјуарт Розенберг            |                                                         | [ 121 ]         |
|                            | Klondike Fever                      | 1980 | Соупи Смит                   | Питер Картер                 |                                                         | [ 122 ]         |
|                            | The Lucky Star                      | 1980 | Пуковник Глак                | Макс Фишер                   |                                                         | [ 123 ]         |
| Пустињски лав              | Lion of the Desert                  | 1980 | Бенито Мусолини              | Мустафа Акад                 |                                                         | [ 124 ]         |
| Вучје језеро               | Wolf Lake                           | 1980 | Чарли                        | Барт Кенеди                  |                                                         | [ 125 ]         |
|                            | Cattle Annie and Little Britches    | 1981 | Бил Тилгман                  | Ламонт Џонсон                |                                                         | [ 126 ]         |
|                            | The Chosen                          | 1981 | Реб Сондерс                  | Џереми Кејген                |                                                         | [ 127 ]         |
|                            | The Magic Mountain                  | 1982 | Мајнир Пиперкорн             | Ханс Гајсендурфер            |                                                         | [ 128 ]         |
|                            | The Naked Face                      | 1984 | Макгрери                     | Брајан Форбс                 |                                                         | [ 129 ]         |
|                            | The Kindred                         | 1987 | Филип Лојд                   | Стивен Карпентер Џефри Оброу |                                                         | [ 130 ]         |
|                            | Catch the Heat                      | 1987 | Џејсон Ханибал               | Џоел Силберг                 |                                                         | [ 131 ]         |
|                            | American Gothic                     | 1988 | Па                           | Џон Хју                      |                                                         | [ 132 ]         |
|                            | The January Man                     | 1989 | Мајор Имон Флин              | Пет О’Конор                  |                                                         | [ 133 ]         |
|                            | That Summer of White Roses          | 1989 | Мартин                       | Рајко Грлић                  |                                                         | [ 134 ]         |
|                            | Tennessee Waltz                     | 1989 | Судија Прескот               | Николас Геснер               |                                                         | [ 135 ]         |
|                            | Men of Respect                      | 1990 | Чарли Д'Амико                | Вилијам Рајли                |                                                         | [ 136 ]         |
|                            | The Ballad of the Sad Cafe          | 1991 | Вилин                        | Сајмон Калоу                 |                                                         | [ 137 ]         |
|                            | Guilty as Charged                   | 1991 | Калин                        | Сем Ирвин                    |                                                         |                 |
|                            | The Player                          | 1992 | Самог себе                   | Роберт Алтман                |                                                         |                 |
|                            | Kölcsönkapott idö                   | 1993 | Сепак                        | Иштван Пор                   |                                                         |                 |
|                            | The Neighbor                        | 1993 | др Мирон Хеч                 | Родни Гибсон                 |                                                         | [ 138 ]         |
|                            | The Last Tattoo                     | 1994 | Френк Зејн                   | Џон Рајд                     |                                                         |                 |
| Специјалиста               | The Specialist                      | 1994 | Џо Леон                      | Луис Љоса                    |                                                         | [ 139 ]         |
|                            | Seven Sundays                       | 1994 | Бенџамин                     | Жан-Шарл Такела              |                                                         | [ 140 ]         |
|                            | Captain Nuke and the Bomber Boys    | 1995 | Председник                   | Чарлс Гејл                   |                                                         |                 |
|                            | Livers Ain't Cheap                  | 1996 | Виктор                       | Џејмс Мерендино              |                                                         | [ 141 ]         |
|                            | Carpool                             | 1996 | Гдин Хамерман                | Артур Хилер                  |                                                         | [ 142 ]         |
|                            | Shiloh                              | 1996 | Док Валас                    | Чип Розенблум                |                                                         | [ 143 ]         |
|                            | Mars Attacks!                       | 1996 | Генерал Декер                | Тим Бартон                   |                                                         | [ 144 ]         |
|                            | Truth or Consequences, N.M.         | 1997 | Тони Ваго                    | Кифер Сатерленд              |                                                         | [ 145 ] [ 146 ] |
|                            | Incognito                           | 1997 | Милтон Донован               | Џон Бедхем                   |                                                         | [ 147 ]         |
|                            | The Kid                             | 1997 | Хери Слоун                   | Џон Хамилтон                 |                                                         |                 |
|                            | Animals with the Tollkeeper         | 1998 | Фонтина                      | Мајкл Ди Ђакомо              |                                                         |                 |
|                            | Legacy                              | 1998 | Седлер                       | Т. Џ. Скот                   |                                                         |                 |
|                            | The Snatching of Bookie Bob         | 1998 | Буки Боб                     | Џон Шаријан                  |                                                         |                 |
|                            | Modern Vampires                     | 1999 | др Ван Хелсинг               | Ричард Елфман                |                                                         |                 |
|                            | Shiloh 2: Shiloh Season             | 1999 | Док Валас                    | Сенди Танг                   |                                                         | [ 148 ]         |
|                            | Crazy in Alabama                    | 1999 | Луис Мед                     | Антонио Бандерас             |                                                         | [ 149 ]         |
| Ураган                     | The Hurricane                       | 1999 | Судија Сарокин               | Норман Џуисон                |                                                         | [ 150 ]         |
| Последњи дани              | End of Days                         | 1999 | Отац Новак                   | Питер Хјамс                  |                                                         | [ 151 ]         |
|                            | Cypress Edge                        | 2000 | Вудро Маккамон               | Серж Роднунски               |                                                         |                 |
|                            | Body and Soul                       | 2000 | Џони Тикотин                 | Сем Хенри Кас                |                                                         |                 |
|                            | The Last Producer                   | 2000 | Шери Ганс                    | Барт Рејнолдс                |                                                         |                 |
|                            | Lightmaker                          | 2000 | Краљ Осо                     | Дитер Мајер                  |                                                         |                 |
| Летећи Холанђанин          | The Flying Dutchman                 | 2001 | Бен                          | Робин Мареј                  |                                                         |                 |
|                            | A Month of Sundays                  | 2001 | Чарли Меккејб                | Стјуарт Рафил                |                                                         | [ 152 ]         |
|                            | The Hollywood Sign                  | 2001 | Флојд Бенсон                 | Сонке Вортман                |                                                         | [ 153 ]         |
| Луди за билијаром          | Poolhall Junkies                    | 2002 | Ник                          | Марс Калахан                 | Последња филмска улога                                  | [ 154 ]         |

### Телевизија
| Наслов                                          | Год. | Улога                      | Напомене                                                       | Реф.            |
| ----------------------------------------------- | ---- | -------------------------- | -------------------------------------------------------------- | --------------- |
| Telas, the King                                 | 1950 | Гостујућа улога            | Епизода антологијске серије Actors Studio                      | [ 155 ]         |
| Taste of Ashes                                  | 1950 | Гостујућа улога            | Епизода антологијске серије Danger                             | [ 156 ]         |
| Cafe Ami                                        | 1951 | Виктор Хонегер             | Епизода антологијске серије Lux Video Theatre                  | [ 157 ]         |
| Ordeal in Space                                 | 1951 | Вилијам Коулс              | Епизода антологијске серије Out There                          | [ 158 ]         |
| No Medals on Pop                                | 1951 | Гостујућа улога            | Епизода антологијске серије The Philco Television Playhouse    | [ 159 ]         |
| The Window                                      | 1952 | Хенри                      | Епизода антологијске серије Tales of Tomorrow                  | [ 160 ]         |
| The Inn                                         | 1952 | Гостујућа улога            | Епизода антологијске серије Kraft Television Theatre           | [ 161 ] [ 162 ] |
| Alibi Me                                        | 1952 | Лио Воли                   | Епизода антологијске серије Suspense                           | [ 163 ]         |
| Raymond Schindler, Case One                     | 1952 | Гостујућа улога            | Епизода антологијске серије Goodyear Theatre                   | [ 164 ] [ 165 ] |
| The Evil Within                                 | 1953 | Питер                      | Епизода антологијске серије Tales of Tomorrow                  | [ 160 ]         |
| My Brother's Keeper                             | 1953 | Наредник                   | Епизода антологијске серије Kraft Television Theatre           | [ 166 ] [ 167 ] |
| Dream House                                     | 1953 | Гостујућа улога            | Епизода антологијске серије Kraft Television Theatre           | [ 168 ] [ 169 ] |
| Windy                                           | 1953 | Гостујућа улога            | Епизода антологијске серије Danger                             | [ 170 ] [ 171 ] |
| Cafe Society                                    | 1953 | Први човек                 | Епизода антологијске серије The Gulf Playhouse                 | [ 172 ]         |
| The Dutch Schultz Story                         | 1953 | Холанђанин Шлуц            | Епизода антологијске серије Suspense                           | [ 173 ]         |
| Marty                                           | 1953 | Марти                      | Епизода антологијске серије The Philco Television Playhouse    | [ 174 ]         |
| The Quiet Village                               | 1953 | Гостујућа улога            | Епизода антологијске серије Medallion Theatre                  | [ 175 ] [ 176 ] |
| Other People's Houses                           | 1953 | Гостујућа улога            | Епизода антологијске серије Goodyear Theatre                   | [ 177 ] [ 178 ] |
| The Man Most Likely                             | 1954 | Гостујућа улога            | Епизода антологијске серије Kraft Television Theatre           | [ 168 ] [ 179 ] |
| The Murderer Who Wasn't                         | 1954 | Вили Шмит                  | Епизода антологијске серије Philip Morris Playhouse            | [ 180 ]         |
| Smoke Screen                                    | 1954 | Гостујућа улога            | Епизода антологијске серије The Philco Television Playhouse    | [ 181 ] [ 182 ] |
| In the Deep of the Night                        | 1954 | Гостујућа улога            | Епизода антологијске серије Justice                            | [ 183 ]         |
| Yellow Jack                                     | 1955 | Буш                        | Епизода антологијске серије Producers' Showcase                | [ 184 ]         |
| Jesus of Nazareth                               | 1977 | Понтије Пилат              | Минисерија                                                     |                 |
| Cook & Peary: The Race to the Pole              | 1983 | Роберт И. Пери             | Телевизијски филм                                              |                 |
| The Glory Boys                                  | 1984 | Професор Давид Сокарев     | Минисерија                                                     |                 |
| Hollywood Wives                                 | 1985 | Оливер Истерн              | Минисерија                                                     |                 |
| Sword of Gideon                                 | 1986 | Мордечаи Семјуелс          | Телевизијски филм                                              |                 |
| Desperado: Avalanche at Devil's Ridge           | 1988 | Сајлас Слејтен             | Телевизијски филм                                              |                 |
| Passion and Paradise                            | 1989 | Сер Хери Оукс              | Телевизијски филм                                              | [ 185 ]         |
| In the Line of Duty: Manhunt in the Dakotas     | 1991 | Гордон Кал                 | Телевизијски филм                                              |                 |
| Sinatra                                         | 1992 | Сем Ђанкана                | биографска и драмска серија                                    | [ 186 ]         |
| The Critic                                      | 1994 | Самог себе (глас)          | Епизода: L. A. Jay                                             |                 |
| Tom Clancy's Op Center                          | 1995 | Руди Кушнеров (Борода)     | Минисерија                                                     | [ 187 ]         |
| Choices of the Heart: The Margaret Sanger Story | 1995 | Ентони Комсток             | Телевизијски филм                                              |                 |
| In Pursuit of Honor                             | 1995 | Овен Стјуарт               | Телевизијски филм                                              |                 |
| Out There                                       | 1995 | Бак Ганер                  | Телевизијски филм                                              |                 |
| Strange Bedfellows                              | 1995 | Винченцо Фортели           | Епизода серије Columbo (8. мај)                                |                 |
| Redemption                                      | 1996 | Оскар Ротман / Карл Вулф   | Епизода серије The Commish (11. јануар)                        |                 |
| Dalva                                           | 1996 | Џон Весли Нортриџ II       | Телевизијски филм                                              |                 |
| Little Surprises                                | 1996 | Џо                         | Кратак филм                                                    |                 |
| Legacy                                          | 1998 | Седлер                     | Телевизијски филм                                              | [ 188 ]         |
| The Last Producer                               | 2000 | Шери Генс                  | Телевизијски филм                                              | [ 189 ] [ 190 ] |
| Dinner for Five                                 | 2002 | Гостујућа улога самог себе | Епизода серије (29. април) последњег појављивања на телевизији |                 |

### Представе
| Представа               | Год. | Позорише                     | Улога                                       | Реф.    |
| ----------------------- | ---- | ---------------------------- | ------------------------------------------- | ------- |
| Curse you, Jack Dalton! | 1946 | Грађанско позориште у Њуарку | Непознато                                   | [ 191 ] |
| An Enemy of the People  | 1950 | Позориште Мјузик бокс        | Градски човек                               | [ 192 ] |
| Night Music             | 1951 | Позориште Аугуст Вилсон      | А. Л. Розенбергер                           | [ 193 ] |
| Seagulls Over Sorrento  | 1952 | Позориште Џон Голден         | Телеграфиста Спаркс                         | [ 21 ]  |
| Rashomon                | 1959 | Позориште Броадхарст         | Бандит                                      | [ 194 ] |
| Moby Dick—Rehearsed     | 1962 | Позориште Ител Баримор       | Глумац и менаџер, отац Мапл и капетан Ејхаб | [ 195 ] |